# Calophyllum insularum
Espèce
Statut de conservation UICN

 EN B1+2c : En danger
Calophyllum insularum est une espèce de plantes de la famille des Clusiaceae, selon la classification classique, des Calophyllaceae, selon la classification phylogénétique.

## Publication originale
- Journal of the Arnold Arboretum 61: 669. 1980.